# Port lotniczy Tahoua
Port lotniczy Tahoua – port lotniczy położony w Tahoua. Jest czwartym co do wielkości portem lotniczym w Nigrze.